# Зеферхилс Вест (Флорида)
Зеферхилс Вест (енгл. Zephyrhills West) насељено је место без административног статуса у америчкој савезној држави Флорида.

## Демографија
По попису из 2010. године број становника је 5.865, што је 623 (11,9%) становника више него 2000. године.
| Група             | 2000.         | 2010.         |
| Белци             | 5.036 (96,1%) | 5.516 (94,0%) |
| Афроамериканци    | 12 (0,2%)     | 51 (0,9%)     |
| Азијати           | 26 (0,5%)     | 27 (0,5%)     |
| Хиспаноамериканци | 109 (2,1%)    | 212 (3,6%)    |
| Укупно            | 5.242         | 5.865         |